# Aesalus saburoi
Aesalus saburoi is een keversoort uit de familie vliegende herten (Lucanidae). De wetenschappelijke naam van de soort is voor het eerst geldig gepubliceerd in 1998 door Araya, Tanaka & Bartolozzi.